# Сайто Такако
Сайто Такако (яп. 斉藤貴子; нар. 10 серпня 1983, префектура Тіба) —  японська борчиня вільного стилю, бронзова призерка чемпіонату світу, чемпіонка Азії.

## Життєпис
Боротьбою почала займатися з 2005 року. 
Виступала за борцівський клуб Сил самооборони Японії. Тренер — Кендзі Фудзікава.

## Спортивні результати на міжнародних змаганнях

### Виступи на Чемпіонатах світу
| Змагання                        | Збірна | Вагова категорія          | Місце  |
| ------------------------------- | ------ | ------------------------- | ------ |
| Чемпіонат світу з боротьби 2011 | Японія | жіноча боротьба, до 59 кг | Бронза |

### Виступи на Чемпіонатах Азії
| Змагання                       | Збірна | Вагова категорія          | Місце  |
| ------------------------------ | ------ | ------------------------- | ------ |
| Чемпіонат Азії з боротьби 2011 | Японія | жіноча боротьба, до 59 кг | Золото |

### Виступи на Кубках світу
| Змагання                    | Збірна | Вагова категорія          | Місце |
| --------------------------- | ------ | ------------------------- | ----- |
| Кубок світу з боротьби 2011 | Японія | жіноча боротьба, до 59 кг | 5     |
| Кубок світу з боротьби 2012 | Японія | жіноча боротьба, до 59 кг | 9     |

### Виступи на інших змаганнях
| Змагання                                    | Збірна | Вагова категорія          | Місце  |
| ------------------------------------------- | ------ | ------------------------- | ------ |
| Klippan Lady Open 2010                      | Японія | жіноча боротьба, до 59 кг | Срібло |
| Золотий Гран-прі з боротьби 2010 (Кліппан ) | Японія | жіноча боротьба, до 59 кг | Срібло |
| Золотий Гран-прі з боротьби 2010 (Баку)     | Японія | жіноча боротьба, до 59 кг | 5      |